# François Baillon
Louis Antoine François Baillon (* 20. Januar 1778 in Montreuil; † 2. Dezember 1855 in Abbeville) war ein französischer Zoologe.

## Leben
Wie schon sein Vater beschäftigte sich Baillon mit Naturgeschichte und sammelte fürs Muséum national d’histoire naturelle in Paris eine Vielzahl zoologischer Präparate. Er wurde 1798/99 dort als Kustos und Assistent des Zoologen René Maugé († 1802) angestellt. Er war auch der Autor des Catalogue des mammifères, oiseaux, reptiles, poissons et mollusques testacés marins observés dans l’arrondissement d’Abbeville.

## Mitgliedschaften
1841 wurde Baillon von Jules de la Motte als Mitglied Nummer 231 der Société Cuvierienne vorgestellt.

## Dedikationsnamen
Charles Lucien Jules Laurent Bonaparte widmete ihm 1857 den wissenschaftlichen Namen des Tropensturmtauchers (Puffinus bailloni). 1819 beschrieb Louis Pierre Vieillot Le Ralle Baillon (Rallus Bailloni), ein Name der heute als Synonym für eine Unterart des Zwergsumpfhuhns (Zapornia pusilla intermedia (Hermann, 1804)) gilt und im Jahr 1818 Le Piccion Baillon (Petrodoma bailloni), ein Name der heute als Synonym für den Weißkehl-Baumrutscher (Cormobates leucophaea (Latham, 1801)) gilt.
Der Goldtukan (Pteroglossus bailloni) ist ihm nicht gewidmet, da Vieillot nur François Levaillants L’Aracari Baillon einen lateinischen Namen gegeben hat. Da Levaillant über den verstorbenen Baillon schrieb, könnte der Name seinem Vater Jean François Emmanuel Baillon (1742–1801) gewidmet sein.

## Publikationen (Auswahl)
- Catalogue des mammifères, oiseaux, reptiles, poissons et mollusques testacés marins observés dans l’arrondissement d’Abbeville. Boulanger, Abbeville 1833 (archive.org).